# Ukrainische Volleyballnationalmannschaft der Frauen
Die ukrainische Volleyballnationalmannschaft der Frauen ist eine Auswahl der besten ukrainischen Spielerinnen, die die Ukrainian Volleyball Federation bei internationalen Turnieren und Länderspielen repräsentiert. Die Mannschaft entstand 1991 nach der Auflösung der Sowjetunion.

## Geschichte

### Weltmeisterschaft
Die Ukraine belegte bei der Volleyball-Weltmeisterschaft 1994 den neunten Platz. Anschließend konnte sie sich nicht mehr qualifizieren.

### Olympische Spiele
Bei ihrem bislang einzigen olympischen Turnier wurden die ukrainischen Frauen 1996 in Atlanta Elfter.

### Europameisterschaft
Gleich bei ihrer ersten Teilnahme an der Volleyball-Europameisterschaft schaffte die Ukraine ihren größten Erfolg, indem sie Italien im Spiel um den dritten Platz besiegte. Es folgten zwei siebte Plätze. 2001 wurden sie Vierter. Das Turnier 2003 beendeten sie auf Rang neun. 2011 wurden sie Fünfzehnter. 2017 folgte 13. Platz. 2019 erreichte die Ukraine Platz 17, 2021 wurden sie Zwölfter.

### World Cup
Die Ukraine hat noch nicht im World Cup gespielt.

### World Grand Prix
Am World Grand Prix war die Ukraine auch nicht beteiligt.

### Europaliga
Ukraine nimmt seit 2017 an der European Volleyball League teil und konnte sie gleich bei der ersten Teilnahme gewinnen. Danach folgte die Plätze acht, sechs und zehn.